# ویخن
ویخن (به هلندی: Wijchen) یکی از شهرهای استان خلدرلاند در شرق هلند است. جمعیت این شهر طبق آمار سال ۲۰۰۷ معادل ۴۱٬۶۷۳ نفر است.

## نگارخانه

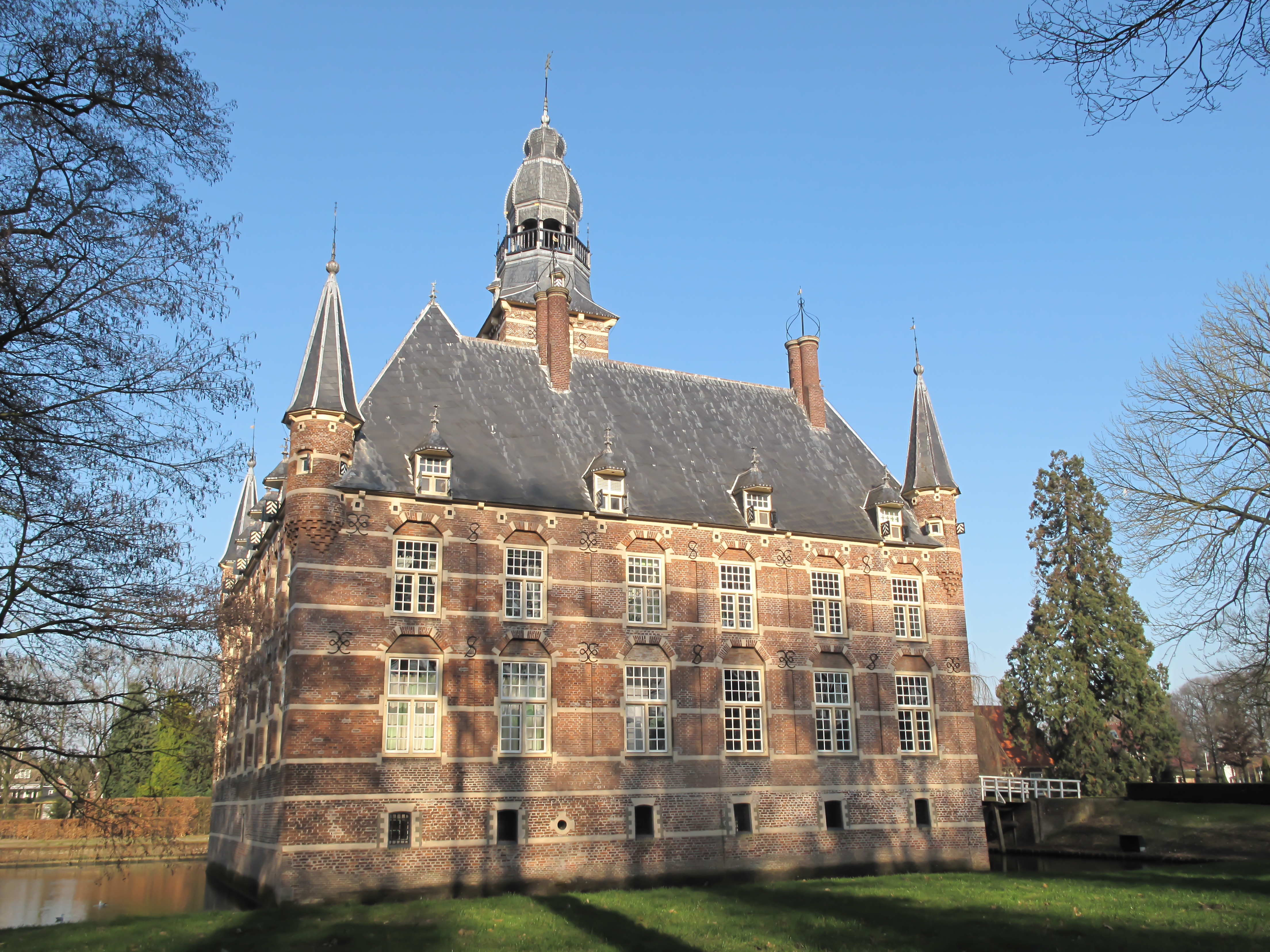
قلعه ویخن
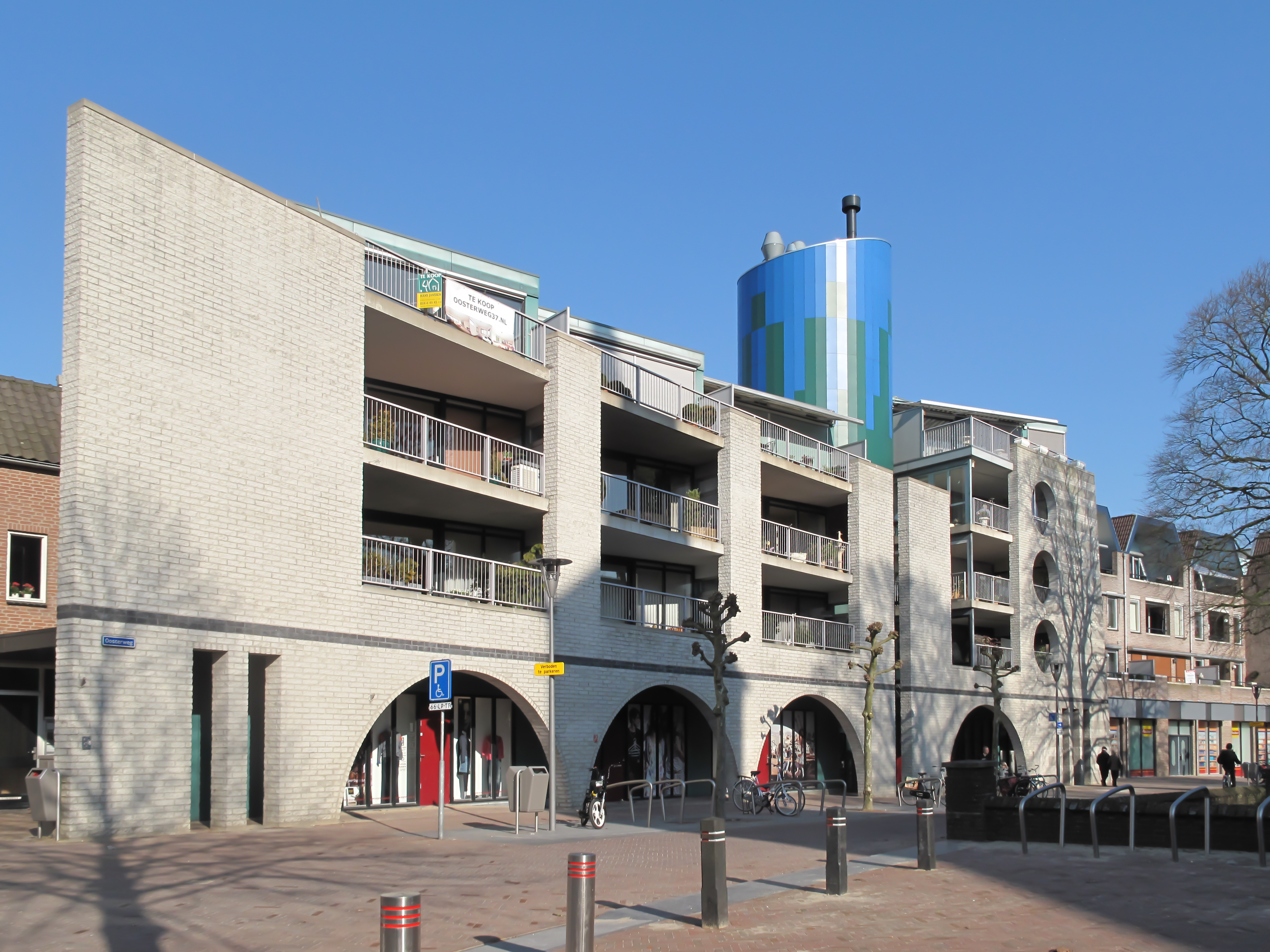
زندگی مدرن آپارتمانی در میدان کلیسا
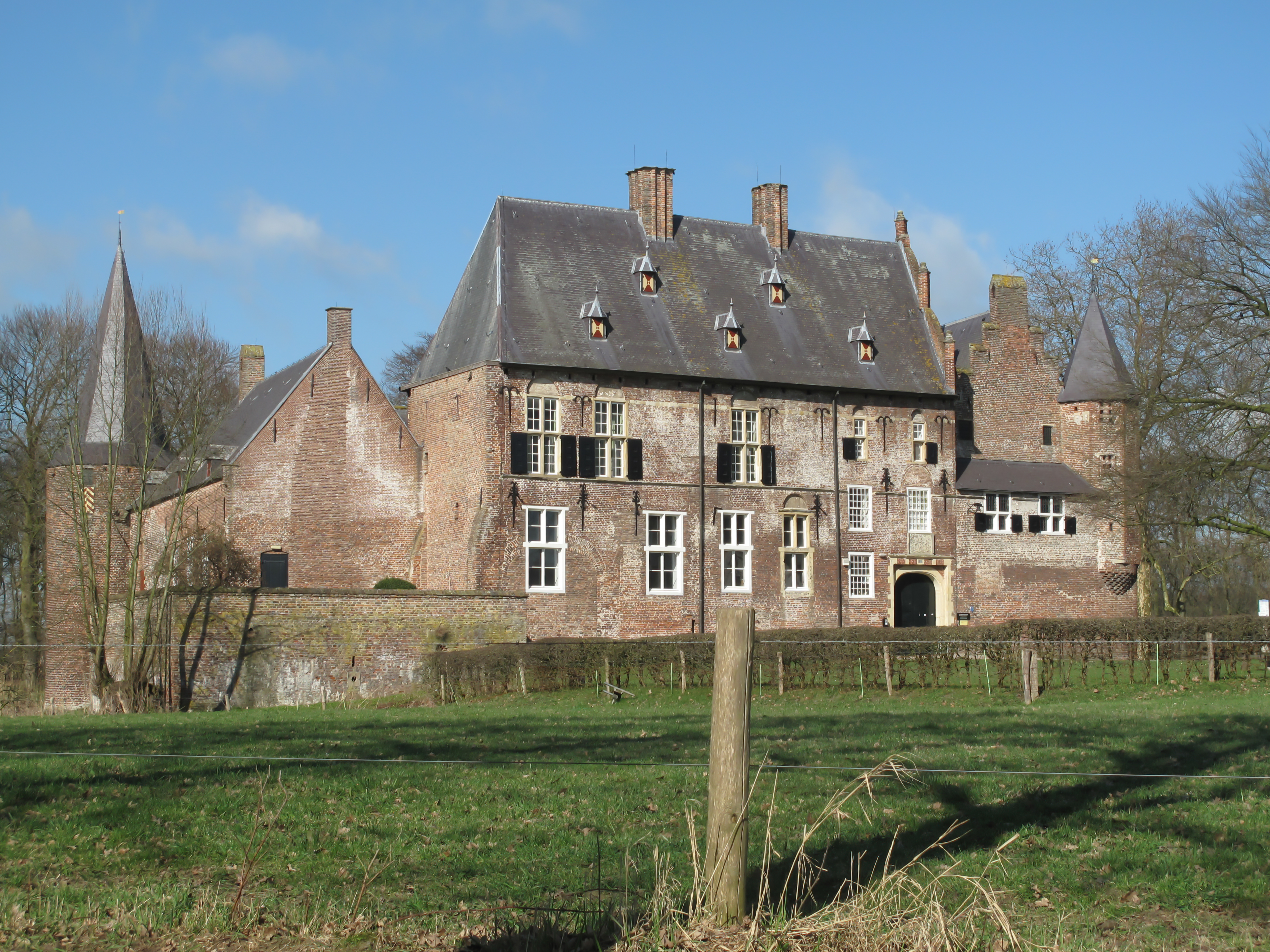
قلعه هرنان
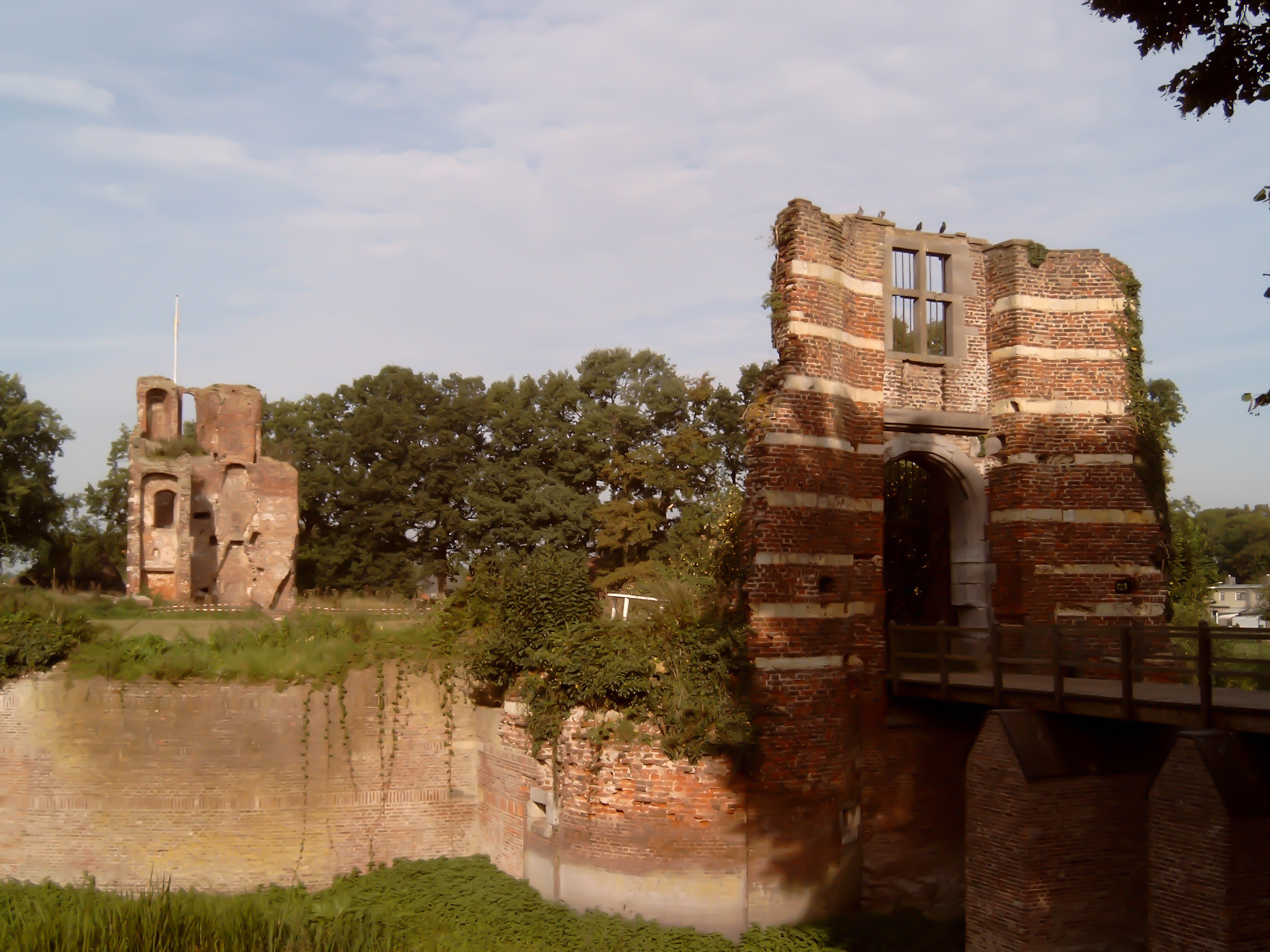
ویرانه‌های باتنبرگ
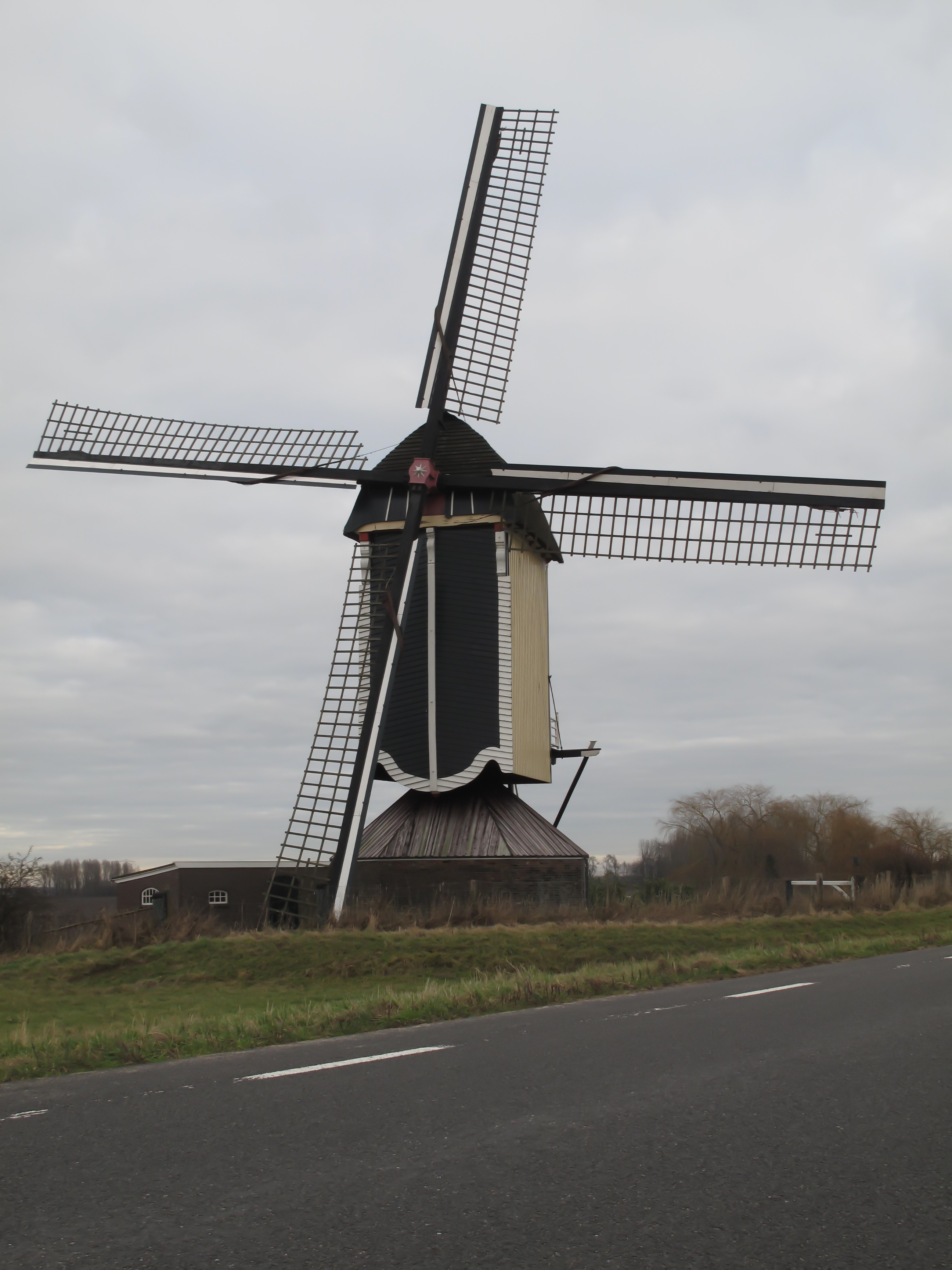
آسیاب بادی باتنبرگ
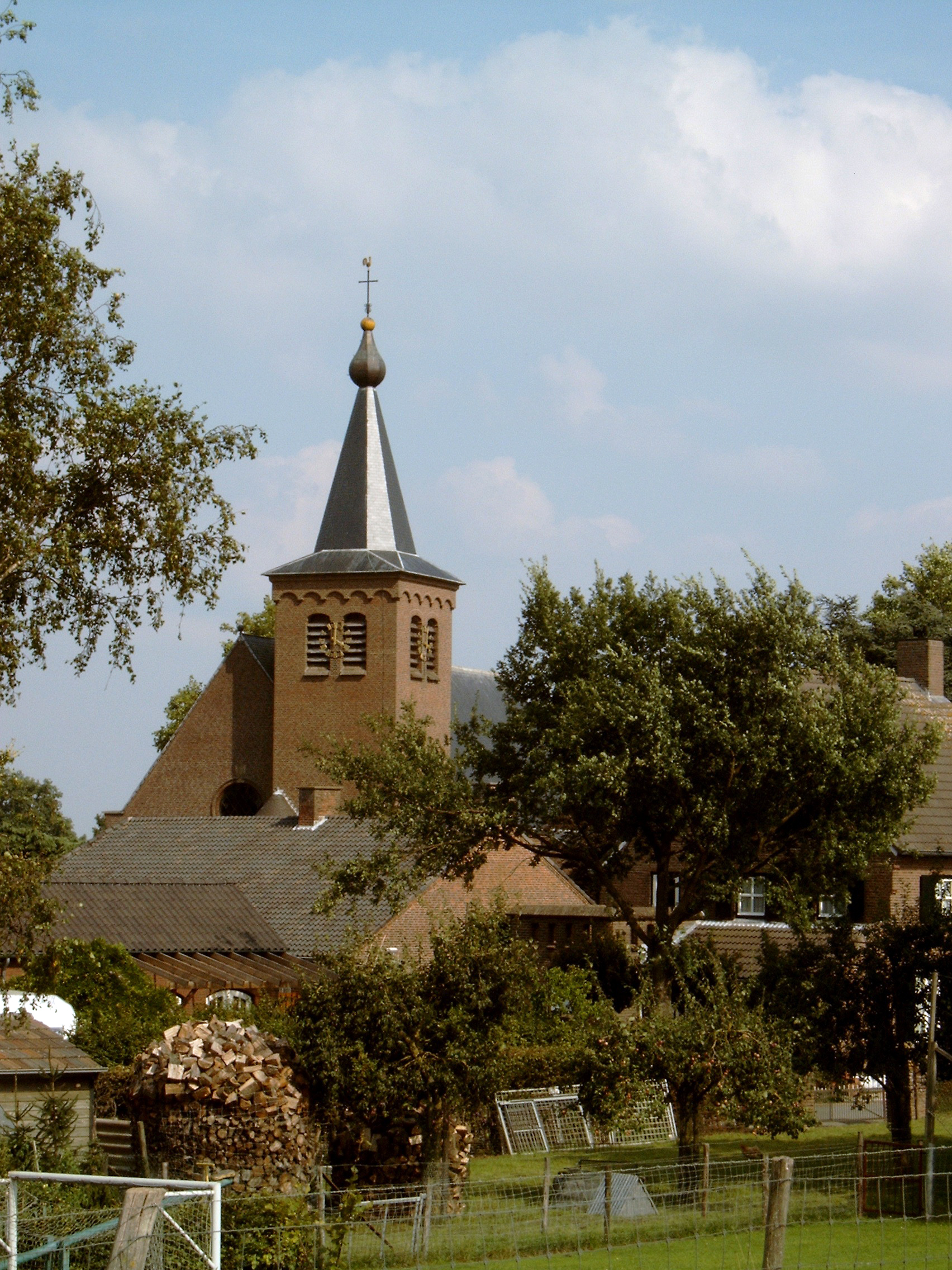
کلیسا